# Gallien in Gefahr
Gallien in Gefahr (französischer Originaltitel: Le ciel lui tombe sur la tête; deutsch: Der Himmel fällt ihm auf den Kopf) ist der 33. Band der Asterix-Reihe aus dem Jahr 2005. Er wurde von Albert Uderzo verfasst, der den Band als Hommage an Walt Disney schrieb. Die Geschichte ist bei Fans der Asterix-Reihe umstritten, da sie wenig mit früheren Bänden gemein hat und Außerirdische auftauchen.

## Handlung
Bei einem ihrer jagdlichen Spaziergänge durch den nahegelegenen Wald bemerken Asterix und Obelix, dass alles Leben wie erstarrt scheint; selbst ihr eigenes Dorf wurde von dem plötzlichen Phänomen heimgesucht.
Kurze Zeit darauf landet ein UFO auf der Erde, aus dem ein violetter Außerirdischer mit dem Namen Tuun aussteigt. Dieser unterhält sich zunächst zwanglos mit Asterix, Obelix und dem Druiden, bis ihm schließlich einfällt, dass er vergessen hat, das Antikollisionsmagnetfeld auszuschalten, welches die Bevölkerung lähmt.
Er bittet Asterix und Obelix um Unterstützung im Kampf gegen die Nagmas, eine ebenfalls außerirdische Macht. Ein Nagma landet auch tatsächlich auf der Erde und verlangt ebenfalls Unterstützung. Die beiden außerirdischen Gruppierungen haben es auf den Zaubertrank der Gallier abgesehen.
Die beiden fremden Mächte geraten in Streit und liefern sich eine Massenschlägerei, in die auch Asterix und Obelix verwickelt werden. Miraculix entschließt sich, beiden Gruppen Zaubertrank auszuschenken. Es stellt sich jedoch heraus, dass der Trank eine andere Wirkung hat als bei Menschen. Nachdem der Druide von dem Nagma entführt worden ist, der ihn allerdings wieder freilässt und abreist, wird die Wirkung bei den Außerirdischen bemerkbar: Sie werden sehr groß. Dem Nagma, dem es im Weltraum passiert, kann zwar nicht geholfen werden, allerdings schafft es Miraculix, Tuun wieder auf seine normale Größe zu bringen.
Am Schluss werden die gallischen Einwohner des Dorfes von Tuun so „behandelt“, dass sie den Vorfall um den fremden Besuch vergessen. Dann macht er sich auf den Weg zurück zu seinem Heimatplaneten.

## Bewertung
2006 erhielt der Band den Eagle Award für den besten europäischen Comic.
Auf der Fanseite Asterix Archiv belegt Gallien in Gefahr hinter Asterix und Latraviata den letzten Platz im Ranking der Asterix-Bände. Bei einer möglichen Wertung von 0 (= sehr schlecht) bis 5 (= ausgezeichnet) erzielt er bei 3474 Bewertungen einen Durchschnitt von 0,86.

## Veröffentlichung
Die Erstauflage des Albums Le Ciel lui tombe sur la tête erfolgte im Jahr 2005 im Verlag Albert René als Band 33 der Reihe. Die deutschsprachige Erstausgabe erschien beim Ehapa Verlag. Mit einer weltweiten Startauflage von acht Millionen erschien dieses Album europaweit in mehreren Sprachen gleichzeitig.
Eine Mundart-Ausgabe erschien im Jahr 2021 auf Berlinerisch.